# سارا ایورسن
سارا ایورسن (دانمارکی: Sarah Iversen؛ زادهٔ ۱۰ آوریل ۱۹۹۰) بازیکن هندبال اهل دانمارک است.